# Африканська горлиця
Африканська горлиця (Turtur) — рід голубоподібних птахів родини голубових (Columbidae). Представники цього роду поширені в Африці на південь від Сахари.

## Опис
Африканські горлиці досягають довжини 20–25 см і ваги 50–135 г. Їхньою характерною рисою є наявністю райдужних плям на покривних перах крил. У залежності від виду, колір цих плям може бути зеленим, синім, темно-сірим або чорним.

## Поширення й екологія
Африканські горлиці поширені на більшій території Африки на південь від Сахари, за виключенням південного заходу. Північна межа поширення виду проходить від Сенегалу до Блакитного Нілу й Ефіопії. Африканські горлиці живуть переважно в чагарникових заростях. Також вони зустрічаються в лісистих місцевостях з густим підліском. Вони шукають їжу майже виключно на землі, однак сплять, відпочивають і гніздяться на деревах. У кладці 2 яйця. Інкубаційний період триває 13–15 днів.

## Види
Виділяють п'ять видів:
- Горлиця сомалійська (Turtur chalcospilos)
- Горлиця абісинська (Turtur abyssinicus)
- Горлиця рожевочерева (Turtur afer)
- Горлиця білолоба (Turtur tympanistria)
- Горлиця синьоголова (Turtur brehmeri)

## Етимологія
Наукова назва роду Turtur походить від слова лат. turtur — горлиця.